# Fearon Fallows
Fearon Fallows (4 juillet 1788 - 25 juillet 1831) est un astronome anglais.

## Biographie
Il est né à Cockermouth en Cumbria en 1788, le fils de John Fallows, un tisserand, et de sa femme Rebecca Fallas . Grâce en partie au dévouement de son père et à la générosité des habitants de la ville, l'érudit Fearon reçoit les fonds nécessaires pour fréquenter le St John's College de Cambridge, où il étudie les mathématiques, terminant troisième de son année lorsqu'il obtient son diplôme en 1813.
Il obtient sa maîtrise ès arts en 1816 et enseigne ensuite les mathématiques au Corpus Christi College de Cambridge . Il devient également membre du St John's College de Cambridge et prêtre ordonné dans l'Église d'Angleterre. Le 29 février 1820, il est élu membre de la Royal Astronomical Society et le 8 juin 1820, il reçoit une bourse de la Royal Society. L'un de ses proposants pour sa bourse à la Royal Society est John Herschel  (fils de William Herschel) qu'il a rencontré au St John's College de Cambridge. Plus tard cette année-là, il est nommé par l'Amirauté pour être l'astronome du Cap de Bonne-Espérance, ce qui impliquer de superviser la construction d'un observatoire dans ce qui est alors une colonie britannique.
Avant de se rendre en Afrique du Sud, il épouse Mary Anne Hervey, le 1er janvier 1821.
Entre 1821 et 1829, il travaille au site, à la planification et au développement de l'observatoire, qui est le premier observatoire astronomique de l'hémisphère sud. Il sert également l'Église d'Angleterre pendant son séjour là-bas.
Lui et tout le personnel de l'observatoire attrapent la scarlatine en 1830 et, toujours directeur de l'observatoire, il meurt de la scarlatine à Simon's Town, Afrique du Sud en 1831 à l'âge de quarante-trois ans.

## Travail astronomique
Il est l'astronome du roi George IV  et catalogue plus de 300 étoiles de son observatoire en Afrique du Sud .
À son arrivée, il n'a que deux instruments portables et une horloge, peut-être une horloge Harrison. Les instruments sont un Circle et un Transit Instrument. Lors de la construction de l'observatoire, il utilise un Jones Mural Circle et un Dolland Transit Circle.

## Ouvrages
- Fallows, « Communication of a Curious Appearance Lately Observed upon the Moon », Philosophical Transactions of the Royal Society of London, Royal Society, vol. 112,‎ 1822, p. 237–238 (DOI 10.1098/rstl.1822.0018, JSTOR 107681)
- Fallows, « A Catalogue of Nearly all the Principal Fixed Stars between the Zenith of Cape Town, Cape of Good Hope, and the South Pole », Philosophical Transactions of the Royal Society of London, vol. 114,‎ 1824, p. 457–470 (DOI 10.1098/rstl.1824.0027, lire en ligne)

## Honneur
Depuis le 5 février 2024, l'astéroïde (20990) Maryannehervey est nommé en l'honneur de sa femme, Mary Anne Hervey.